# Gedämpfte Welle

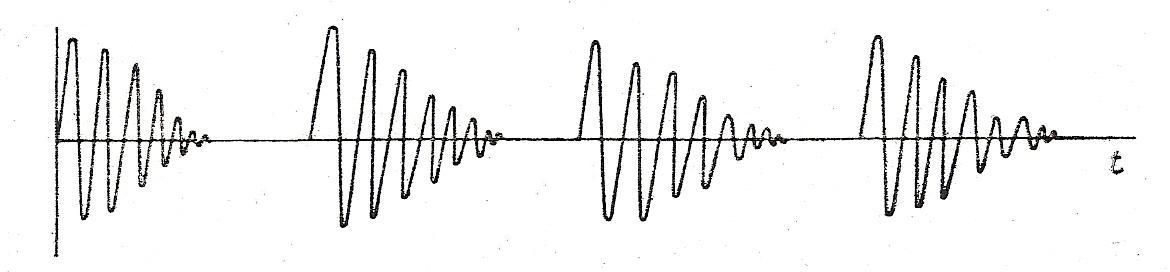
Serie von gedämpften Wellen. Charakteristisch bei gedämpften Wellen sind die Pausen zwischen den Signalen

Der Begriff gedämpfte Welle (englisch damped wave), auch bedämpfte Welle, ist eine historische Bezeichnung der Nachrichtentechnik für eine spezielle Form elektromagnetischer Wellen, wie sie bei der ersten funktionierenden Methode der drahtlosen Funkübertragung entstehen. Genutzt wurde diese Methode ausschließlich zur drahtlosen Übertragung von kurzen oder langen Funksignalen, den Morsezeichen. Eine Übermittlung von Tönen war mit den Apparaten, die gedämpfte Wellen erzeugten, nicht möglich.

## Funktion
Das Senden, das Abstrahlen der Sendeenergie erfolgt bei dieser frühesten Methode der drahtlosen Übertragung mit dem Entladen des Sende-Kondensators durch zwei Reaktionen:
- einer Funkenstrecke die zwischen den Elektroden entsteht und
- einem Knall

Durch die Funkenstrecke und den lauten Knall erhielt diese Übertragungsmethode, den Namen Knallfunkensender (englisch spark-gap transmitter). Dessen Prinzip beruht auf einem Versuchsaufbau mit einem Funkeninduktor, dem Oszillator von Hertz, mit welchem der Physiker Heinrich Hertz die von James Clerk Maxwell vorausgesagten elektromagnetischen Wellen nachwies und damit erstmals über eine Distanz von 10 m, drahtlos Signale übertragen hat.
Der Kondensator, der zwei Elektroden besitzt, ist der eine Pol, mit dem einen Ende einer Induktionsspule über einen Draht verbunden, wodurch zunächst die „erste Hälfte eines Stromkreises“ entsteht. Vom noch freien zweiten Pol führt ein Draht nun aber nicht zur Spule, sondern zu einer Elektrode in Form einer Metallkugel. Auch der Draht vom andern noch freien Spulenende führt zu einer ebensolchen gleichen Kugelelektrode, die der anderen um wenige Zentimeter gegenüberliegt. So entsteht die „zweite Hälfte“ des, allerdings mit der über die kurze Luftlinie zwischen den Elektroden, offenen Stromkreises. Von oben, aus der Perspektive der Draufsicht schauend, hat der Stromkreis so, sinnbildlich die Form des Buchstaben C.
Wird nun der Kondensator durch kurzes Zu- und wieder Abschalten einer Spannungsquelle aufgeladen, entlädt sich der Kondensator über einen Funken, der zwischen den beiden Kugeln überspringt. Da der Entladestrom vorher auf der einen Seite durch die Spule fließt, entsteht eine elektromagnetische Welle die ringsum, abgestrahlt wird.

## Nachteile
Um nun nicht nur ein einzelnes, sondern mehrere Zeichen senden zu können, muss der Kondensator immer wieder aufgeladen und entladen werden. Damit entsteht die Abfolge: Stromquelle zuschalten – Stromquelle abschalten – Kondensator lädt sich auf, Apparat sendet – Kondensator ist entladen – Stromquelle zuschalten – Stromquelle abschalten – Kondensator lädt sich auf, Apparat sendet – Kondensator ist entladen. Das Zuschalten der Stromquelle geschieht – vereinfacht ausgedrückt – über die Morsetaste. Wird sie kurz gedrückt entsteht das Morsezeichen Punkt, bei längeren Drücken der Strich.
Diese Abläufe des Wiederholen vom Auf- und Entladen, die immer nacheinander geschahen, erfolgten so oft, wie viel Zeichen übertragen werden sollen. Zum einen entstand dadurch eine Wellenform, mit wechselnder allmählich steigender und abschwellender Amplitude und plötzlicher entstehender Pause.
Das zweite markante an dieser Wellenform war, dass sie dadurch, das am Sender noch keine Regulation der Sendefrequenz möglich ist, sehr breitbandig abgestrahlt wurde. Die Konsequenz aus diesen Störungen, heißt, dass während des Sendevorganges, in der Nachbarschaft kein weiterer Sender mehr gleichzeitig, beispielsweise eines anderen Funkers, arbeiten konnte. Wie auch, noch nicht ein paralleles Antworten der Empfangsstation möglich war.
Knallfunkensender – erstmals unabhängig voneinander vorgeführt von David Edward Hughes (1893) und Guglielmo Marconi (1895), wie auch die Weiterentwicklungen zum Stoß- oder dem Lösch-Funkensender, die ebenso die zentrale Problematik nicht lösen konnten, wurden deshalb im englischsprachigen Raum als englisch dirty ‚dreckig‘ bezeichnet.
Durch dieses bedämpfte Signal der Funken-Sender waren sie praktisch nur zur Nachrichtenübertragung als Morsecode für die Telegraphie einsetzbar. Trotz der Reichweiten-Rekorde Marconis, wie der Atlantiküberquerung 1901, endete ihre Ära in der drahtlosen Telegraphie um 1920. Gedämpfte Wellen wurden von der 1938 „International Telecommunications Union“ als „Class B“ Emission bezeichnet und faktisch verboten.

## Verbot in Sendestationen
Die Internationale Fernmeldeunion ITU verbietet in den Radio Regulations unter dem Abschnitt 3.15 die Nutzung von gedämpften Schwingungen wegen deren Bandbreite in Sendeanlagen.

## Nachfolger
Bereits um die Jahrhundertwende folgten Experimente, um das Gegenstück im historischen Sinn, die ungedämpfte Wellen produzieren zu können. Der erste Schritt dazu war eine Elektrode durch technische Kohle zu ersetzen, wie es beispielsweise Nikola Tesla tat. Das dann vollständig entwickelte Senderprinzip inklusive Tonübertragung, das erstmals brauchbar, ungedämpfte Wellen ermöglichte, war Valdemar Poulsens Lichtbogensender von 1904 und später der 1905 präsentierte Maschinensender von Reginald Fessenden.